# Ambientes Virtuais de Aprendizagem na Educação Brasileira

### Introdução
Os Ambientes Virtuais de Aprendizagem são plataformas digitais que permitem a criação de um espaço virtual interativo para o ensino e a aprendizagem. Eles são projetados para permitir a gestão de recursos educacionais e facilitar a comunicação entre os alunos e os professores. No Brasil a adoção de AVAs tem sido impulsionada pela expansão das tecnologias da informação e comunicação (TICs) e pela necessidade de adaptar o ensino às demandas de um mundo cada vez mais digital.

## Características e funcionalidades
Os AVAs oferecem uma gama de recursos e funcionalidades que facilitam a interação, a colaboração e a personalização do aprendizado. Com a presença de ferramentas que promovem a interação e a construção colaborativa do conhecimento como: fóruns de discussão e ferramentas de chat e videoconferência possibilitam a comunicação síncrona e assíncrona.
Em conjunto, AVAs permitem a personalização do aprendizado, adaptando-se às necessidades e estilos de cada aluno. Essa personalização é realizada por meio de trilhas de aprendizagem individualizadas, recursos adaptativos e acompanhamento personalizado do progresso dos alunos. Adicionalmente os AVAs oferecem recursos pedagógicos como bibliotecas virtuais, glossários, exercícios interativos e materiais multimídia. 

## Modulação
A modulação em Ambientes Virtuais de Aprendizagem (AVAs) refere-se à capacidade de personalizar e adaptar o ambiente de aprendizagem às necessidades específicas de diferentes cursos, disciplinas ou grupos de estudantes. As instituições de ensino possuem autonomia para adaptar  às suas necessidades específicas. É possível personalizar a interface, criar conteúdos exclusivos e integrar outras ferramentas, como sistemas de gestão de aprendizagem (SGAs).
Ao modular um AVA, é possível:
- Criar cursos personalizados: Cada curso pode ter sua própria estrutura, materiais e atividades, adaptando-se aos objetivos de aprendizagem específicos.
- Oferecer diferentes níveis de dificuldade: Os conteúdos podem ser organizados em módulos com diferentes níveis de complexidade, permitindo que os alunos avancem no seu próprio ritmo.
- Integrar diferentes ferramentas: É possível escolher quais tipos de recursos e ferramentas integrar, como fóruns, chats, wikis, blogs, ferramentas de avaliação.[3][1]

## Utilização na educação brasileira
A utilização de AVAs no Brasil é ampla e abrange desde a educação básica até a superior. A pandemia de COVID-19 ao exigir a rápida transição para o ensino remoto, acelerou este processo,  tornando os AVAs o principal recurso para a continuidade do ensino de forma remota.